# Estadio GNP Seguros
El Estadio GNP Seguros (anteriormente conocido como Foro Sol) es un estadio para eventos masivos de la Ciudad de México. Está localizado dentro de la Ciudad Deportiva Magdalena Mixhuca. Cuenta con dos gradas permanentes con capacidad para 37 500 personas y una gran explanada para 26 000 más.
Construido en 1993 para albergar conciertos musicales, durante la mayor parte del tiempo fue usado como estadio de béisbol, siendo la casa de los Diablos Rojos del México de la Liga Mexicana de Béisbol por 15 temporadas.

## Historia
En noviembre de 1993, en la curva peraltada del Autódromo Hermanos Rodríguez, se instalaron cuatro enormes gradas temporales para que Madonna presentara el primero de tres shows en el marco de su gira The Girlie Show World Tour, así fue cómo el día el 10 de noviembre de 1993 se inauguró bajo el nombre de: «Nuevo Foro para Conciertos Autódromo Hermanos Rodríguez». Posteriormente Paul McCartney, Pink Floyd y The Rolling Stones ofrecieron sus respectivos conciertos multitudinarios. Fue tan grande el éxito de los eventos mencionados que se decidió construir el Foro Sol, inaugurado en octubre de 1997, con la presentación de los Monster Trucks-Motocross y un concierto de David Bowie de la gira Earthling Tour.
También funcionó como estadio de béisbol, por lo que se convirtió en la casa de los Diablos Rojos de México por 14 temporadas. Además de haber sido una de las sedes de la temporada de la Liga Mexicana de Béisbol. Desde su apertura ha sido visitado por más de 3.2 millones de personas. En esa etapa, en las transmisiones por radio e información oficial del equipo Diablos, lo llaman «Foro Escarlata» o «Infierno Solar» (nombre inventado por el anunciador del estadio y que se ha vuelto popular entre la afición), debido a que el equipo es patrocinado por la Cerveza Corona, que pertenece a su competencia el Grupo Modelo. El recinto debía su nombre al patrocinio de la Cerveza Sol de la Cervecería Cuauhtémoc Moctezuma. En 2023 se anunció que el recinto sería sometido a una remodelación durante la mayoría de 2024, donde también cambiaría de patrocinio a GNP Seguros. Está programado para reabrir el 10 de agosto de 2024 como Estadio GNP.
En este inmueble han tocado figuras como Taylor Swift, Muse, Lana del Rey, BLACKPINK, Lady Gaga, TWICE, The Cure, Korn, Linkin Park, Ministry, Deftones, Ill Niño, Sparta, Puya, Black Label Society, Marilyn Manson, Mudvayne, Apocalyptica, Madonna, Maná, Romeo Santos, Backstreet Boys, Britney Spears, Paul McCartney, The Police, Roger Waters, Pink Floyd, Pearl Jam, Soda Stereo, Justice, Shakira, AC/DC, Guns N' Roses, Aerosmith, Depeche Mode, U2, Radiohead, Rammstein, Molotov, Dua Lipa, The Weeknd, Billie Eilish, Rels B, One Direction, Maroon 5, Daddy Yankee, Justin Bieber, Coldplay, Gorillaz, Ricardo Arjona, Iron Maiden, Metallica, aespa, entre otros.
Es la sede anual del festival Vive Latino desde 1998. Caracterizado por su versatilidad, en el Foro Sol además de conciertos, se realizan bailes, ferias y festivales.

### Instalaciones y usos
El recinto tiene múltiples instalaciones y usos:
1. Conciertos de todo tipo, públicos o privados
2. Eventos deportivos (automovilismo, motociclismo, béisbol, fútbol americano, etc.)
3. Ferias y exposiciones
4. Eventos privados
5. Alimentos y bebidas (10 stands fijos y 80 móviles)
6. Souvenirs (stands de venta al público)
7. Estacionamiento (con capacidad para más de 5,000 autos)
8. Taquilla con sistema Ticketmaster (10 ventanillas)
9. Sanitarios
10. Personas con discapacidad (accesos, áreas y servicios especiales)
11. Enfermería
12. 4 oficinas de producción
13. 16 teléfonos públicos
14. 10 camerinos

## Conciertos notables
El primer concierto del recinto fue el The Girlie Show World Tour de la cantante estadounidense Madonna en el año 1993. En 1997, el grupo irlándes U2 se presentó el 2 y 3 de diciembre como parte de la gira PopMart, conciertos que fueron grabados y lanzados en VHS, DVD y posteriormente remasterizados en Blu-ray. En el 2007 como parte de la gira Me verás volver 2007, Soda Stereo se presentó dos noches consecutivas y se llenó completamente.
En 2009, la banda de Trash Metal Metallica, dio un concierto los días 4,6 y 7 de junio tras diez años de su último concierto en la Ciudad de México. Donde promocionarían su álbum “Death Magnetic”, posteriormente anunciarían que las tres fechas serían grabadas para lanzar un DVD con el nombre Orgullo, Pasión y Gloria: Tres Noches en la Ciudad de México.
En 2011 la cantante pop Lady Gaga dio dos shows como parte de su gira The Monster Ball Tour frente a más de 65 mil personas. En 2014 la banda mexicana Zoé dio un concierto frente a 55 mil personas donde se grabó el álbum en vivo 8.11.14 en un memorable concierto.
En 2016, Roger Waters se presentó en la CDMX (después de casi 4 años sin una presentación) los días 28 y 29 de septiembre. En abril de ese mismo año, la banda de rock inglesa Coldplay se presentó tres noches consecutivas como parte de su gira A Head Full of Dreams, regresando seis años después para dar cuatro conciertos de Music of the Spheres World Tour.
En el año 2022, Dua Lipa se presentó con su gira Future Nostalgia Tour, siendo uno de los shows en solitario más grande de su tour con más de 64 mil espectadores. A finales de ese mismo año, el rapero puertorriqueño Daddy Yankee realizó cinco fechas consecutivas en el recinto como parte de La Última Vuelta World Tour, reuniendo a más de 322 mil espectadores.
Una tormenta de granizo suspendió el concierto de la cantante estadounidense Billie Eilish previsto para el 29 de marzo de 2023, el cual se reprogramó al día siguiente como parte de su gira Happier Than Ever, The World Tour. El 26 y 27 de abril del mismo año, la famosa banda surcoreana Blackpink ofreció dos recitales como parte de Born Pink World Tour, siendo el primer acto de k-pop en presentarse en el estadio. Este mismo año, la cantante estadounidense Taylor Swift presentó cuatro conciertos (24, 25, 26 y 27 de agosto) como parte de su gira The Eras Tour en América Latina. Meses después, el grupo mexicano RBD ofreció seis presentaciones los días 30 de noviembre, 1, 2, 3, 16 y 17 de diciembre como parte de su gira de reencuentro Soy Rebelde Tour. El 2 y 3 de febrero de 2024, antes de la remodelación del recinto, el grupo femenino surcoreano Twice se presentó por dos noches como parte de su gira mundial Ready to Be World Tour, convirtiéndose en el segundo acto k-pop en presentarse en el estadio y el primero de dicho género musical en agotar las entradas más rápido con la mayor capacidad.
En los conciertos de Paul McCartney en 2024, se realizó un espectáculo de drones durante la canción "Let Me Roll It". Este show de drones fue planeado por Kimbal Musk, hermano de Elon Musk, y fue un añadido especial a la presentación. El espectáculo incluyó formas como corazones y el logo de Wings con mil drones al aire.
En 2025, la cantautora colombiana Shakira estableció un nuevo record con siete conciertos en marzo, cuatro en agosto y uno más en septiembre ―para un total de 12 fechas― de su gira Las Mujeres Ya No Lloran World Tour. En abril de este mismo año, Lady Gaga se presentó los días 26 y 27 con su espectáculo The Art of Personal Chaos. El cantante puertorriqueño Bad Bunny anunció 8 conciertos en el recinto (para diciembre del mismo año) de su gira Debí Tirar más Fotos Tour.
| Lista de conciertos en el Estadio GNP Seguros         | Lista de conciertos en el Estadio GNP Seguros | Lista de conciertos en el Estadio GNP Seguros      | Lista de conciertos en el Estadio GNP Seguros | Lista de conciertos en el Estadio GNP Seguros |
| Fecha                                                 | Acto                                          | Gira                                               | Asistencia                                    | Recaudación (en USD)                          |
| ----------------------------------------------------- | --------------------------------------------- | -------------------------------------------------- | --------------------------------------------- | --------------------------------------------- |
| 10, 12, 13 de noviembre de 1993                       | Madonna                                       | The Girlie Show World Tour                         | 137,234 / 137,234                             | $8,927,703                                    |
| 25, 27 de noviembre de 1993                           | Paul McCartney                                | The New World Tour                                 | 101,910 / 101,910                             | $6,564,416                                    |
| 9, 10 de abril de 1994                                | Pink Floyd                                    | The Division Bell Tour                             | 90,476 / 90,476                               | $5,235,862                                    |
| 14, 16, 18, 20 de enero de 1995                       | The Rolling Stones                            | Voodoo Lounge Tour                                 | 204,020 / 204,020                             | $11,784,755                                   |
| 23 de octubre de 1997                                 | David Bowie                                   | Earthling Tour                                     | —                                             | —                                             |
| 2, 3 de diciembre de 1997                             | U2                                            | PopMart Tour                                       | 106,966 / 106,966                             | $4,595,225                                    |
| 7, 9 de febrero de 1998                               | The Rolling Stones                            | Bridges to Babylon Tour                            | 88,700 / 88,700                               | $3,902,244                                    |
| 9 de enero de 2001                                    | Iron Maiden                                   | Brave New World Tour                               | —                                             | —                                             |
| 23, 24, 25 de marzo de 2001                           | Backstreet Boys                               | The Black & Blue Tour                              | —                                             | —                                             |
| 19 de octubre de 2001                                 | Eric Clapton                                  | Reptile World Tour                                 | —                                             | —                                             |
| 19 de marzo de 2002                                   | Roger Waters                                  | In the Flesh                                       | —                                             | —                                             |
| 27, 28 de julio 2002                                  | Britney Spears                                | Dream Within a Dream Tour                          | 51,261 / 51,261                               | $2,251,379                                    |
| 5 de octubre de 2002                                  | Rush                                          | Vapor Trails Tour                                  | —                                             | —                                             |
| 14, 15 de febrero de 2003                             | Shakira                                       | Tour de la Mangosta                                | 88,163 / 88,163                               | $4,050,889                                    |
| 26 de febrero de 2006                                 | The Rolling Stones                            | A Bigger Bang Tour                                 | —                                             | —                                             |
| 4, 5 de mayo de 2006                                  | Depeche Mode                                  | Touring the Angel                                  | —                                             | —                                             |
| 21, 22 de octubre de 2006                             | Robbie Williams                               | Close Encounters Tour                              | 102,956 / 108,414                             | $3,626,856                                    |
| 6 de marzo de 2007                                    | Roger Waters                                  | The Dark Side of the Moon Live                     | 54,344 / 54,344                               | $2,692,145                                    |
| 22 de abril de 2007                                   | Aerosmith                                     | World Tour 2007                                    | —                                             | —                                             |
| 13 de mayo de 2007                                    | Shakira                                       | Tour Fijación Oral                                 | 48,491 / 52,502                               | $1,425,847                                    |
| 27 de mayo de 2007                                    | High School Musical                           | High School Musical: The Concert                   | 35,139 / 51,215                               | $1,981,077                                    |
| 6, 7 de octubre de 2007                               | Heroes del Silencio                           | Tour 2007                                          | —                                             | —                                             |
| 16 de noviembre de 2007                               | Soda Stereo                                   | Me Veras Volver 2007                               | —                                             | —                                             |
| 27, 28 de noviembre de 2007                           | The Police                                    | The Police Reunion Tour                            | 47,027 / 58,374                               | $2,545,113                                    |
| 12 de diciembre de 2007                               | Billy Joel                                    | 2007 World                                         | —                                             | —                                             |
| 18 de enero de 2008                                   | Tiësto                                        | Elements of Life World Tour                        | —                                             | —                                             |
| 24 de febrero de 2008                                 | Iron Maiden                                   | Somewhere Back In Time World Tour                  | —                                             | —                                             |
| 29, 30 de noviembre de 2008                           | Madonna                                       | Sticky & Sweet Tour                                | 104,270 / 104,270                             | $10,428,743                                   |
| 20 de diciembre de 2008                               | Jonas Brothers                                | Burnin' Up Tour                                    | 38,365 / 38,365                               | $2,502,897                                    |
| 26 de febrero de 2009                                 | Iron Maiden                                   | Somewhere Back In Time World Tour                  | —                                             | —                                             |
| 4, 6, 7 de junio de 2009                              | Metallica                                     | World Magnetic Tour                                | —                                             | —                                             |
| 3, 4, de octubre 2009                                 | Depeche Mode                                  | Tour of the Universe                               | —                                             | —                                             |
| 20 de abril de 2010                                   | Muse                                          | The Resistance Tour                                | —                                             | —                                             |
| 6, 7, de marzo 2010                                   | Coldplay                                      | Viva la Vida Tour                                  | 94,005 / 112,320                              | $5,400,944                                    |
| 27, 28, de mayo de 2010                               | Paul McCartney                                | Up and Coming Tour                                 | —                                             | —                                             |
| 24 de septiembre de 2010                              | Bon Jovi                                      | The Circle Tour                                    | 44,124 / 44,124                               | $2,972,317                                    |
| 18 de marzo de 2011                                   | Iron Maiden                                   | The Final Frontier World Tour                      | 47,489 / 52,036                               | $2,037,580                                    |
| 2, 3 de abril de 2011                                 | Shakira                                       | Sale el sol World Tour                             | —                                             | —                                             |
| 5, 6 de mayo de 2011                                  | Lady Gaga                                     | The Monster Ball Tour                              | 111,060 / 111,060                             | $6,699,708                                    |
| 26 de mayo de 2011                                    | Miley Cyrus                                   | Gypsy Heart Tour                                   | —                                             | —                                             |
| 1, 2 de octubre de 2011                               | Justin Bieber                                 | My World Tour                                      | 94,449 / 106,028                              | $6,027,190                                    |
| 8 de noviembre de 2011                                | Aerosmith                                     | Back on the Road Tour                              | —                                             | —                                             |
| 24 de noviembre de 2011                               | Pearl Jam                                     | Pearl Jam Twenty Tour                              | —                                             | —                                             |
| 3 de diciembre de 2011                                | Britney Spears                                | Femme Fatale Tour                                  | —                                             | —                                             |
| 27, 28 de abril de 2012                               | Roger Waters                                  | The Wall Live                                      | 82,811 / 82,811                               | $7,596,861                                    |
| 29 de septiembre de 2012                              | Kiss, Mötley Crüe                             | The Tour                                           | —                                             | —                                             |
| 26 de octubre de 2012                                 | Lady Gaga                                     | Born This Way Ball                                 | 37,260 / 37,260                               | $2,666,769                                    |
| 24, 25 de noviembre de 2012                           | Madonna                                       | The MDNA Tour                                      | 84,382 / 84,382                               | $11,586,745                                   |
| 9 de febrero de 2013                                  | Swedish House Mafia                           | One Last Tour                                      | 36,657 / 36,657                               | $2,524,748                                    |
| 13 de abril de 2013                                   | The Killers                                   | Battle Born World Tour                             | 56,375 / 56,411                               | $3,405,042                                    |
| 8, 9 de junio de 2013                                 | One Direction                                 | Take Me Home Tour                                  | 107,317 / 108,052                             | $6,244,771                                    |
| 17 de septiembre de 2013                              | Iron Maiden                                   | Maiden England World Tour                          | 49,332 / 50,000                               | $2,245,413                                    |
| 29 de septiembre de 2013                              | Bon Jovi                                      | Because We Can Tour                                | 35,222 / 35,222                               | $2,464,370                                    |
| 18, 19, de noviembre 2013                             | Justin Bieber                                 | Believe Tour                                       | 98,358 / 107,746                              | $6,999,860                                    |
| 11 de diciembre de 2013                               | Foo Fighters                                  | —                                                  | —                                             | —                                             |
| 14 de febrero de 2015                                 | Romeo Santos                                  | Vol. 2 Tour                                        | 48,298 / 48,298                               | $2,766,109                                    |
| 28 de noviembre de 2015                               | Pearl Jam                                     | Pearl Jam 2015 Latin America Tour                  | —                                             | —                                             |
| 29 de febrero, 1 de marzo de 2016                     | Maroon 5                                      | Maroon V Tour                                      | 117,296 / 117,946                             | $6,344,627                                    |
| 14, 17 de marzo de 2016                               | The Rolling Stones                            | América Latina Olé Tour                            | 117,567 / 117,567                             | $13,213,298                                   |
| 15, 16, 17 de abril de 2016                           | Coldplay                                      | A Head Full of Dreams Tour                         | 195,192 / 195,192                             | $11,231,300                                   |
| 19, 20 de abril de 2016                               | Guns N' Roses                                 | Not in This Lifetime... Tour                       | 131,198 / 131,198                             | $9,328,859                                    |
| 28, 29 de septiembre de 2016                          | Roger Waters                                  | —                                                  | —                                             | —                                             |
| 16 de noviembre de 2016                               | Black Sabbath                                 | The End Tour                                       | 60,506 / 62,423                               | $2,720,454                                    |
| 18, 19, 21 de febrero de 2017                         | Justin Bieber                                 | Purpose World Tour                                 | 155,201 / 155,201                             | $9,340,236                                    |
| 1, 3, 5 de marzo de 2017                              | Metallica                                     | WorldWired Tour                                    | 197,745 / 197,745                             | $9,744,945                                    |
| 3, 4 de octubre de 2017                               | U2                                            | The Joshua Tree Tour 2017                          | 117,098 / 117,098                             | $13,896,378                                   |
| 2, 3 de febrero de 2018                               | Bruno Mars                                    | 24K Magic World Tour                               | 115,147 / 116,260                             | $8,784,453                                    |
| 11, 13 de marzo de 2018                               | Depeche Mode                                  | Global Spirit Tour                                 | 128,521 / 128,521                             | $7,598,275                                    |
| 6 de abril de 2018                                    | The Killers                                   | Wonderful Wonderful World Tour                     | —                                             | —                                             |
| 18 de junio de 2018                                   | Romeo Santos                                  | Golden Tour                                        | —                                             | —                                             |
| 24 de marzo de 2019                                   | Arctic Monkeys                                | Tranquility Base Hotel & Casino Tour               | 64,467 / 64,467                               | $3,490,224                                    |
| 18 de mayo de 2019                                    | Swedish House Mafia                           | Save the World Reunion Tour                        | —                                             | —                                             |
| 2, 3 de octubre de 2019                               | Muse                                          | Simulation Theory World Tour                       | 94,400 / 122,597                              | $4,968,447                                    |
| 6 de marzo de 2020                                    | Billy Joel                                    | Billy Joel in Concert                              | 45,645 / 45,645                               | $3,938,450                                    |
| 19 de noviembre de 2021                               | Armin van Buuren                              | A State of Trance                                  | —                                             | —                                             |
| 10, 11, 12 de diciembre de 2021                       | Panteón Rococó                                | 25° Aniversario                                    | —                                             | —                                             |
| 8 de marzo de 2022                                    | Ricky Martin                                  | Movimiento Tour                                    | —                                             | —                                             |
| 15 de marzo de 2022                                   | Foo Fighters                                  | —                                                  | —                                             | —                                             |
| 24, 25, 26 de marzo de 2022                           | Grupo Firme                                   | Enfiestados y Amanecidos Tour                      | 190,004 / 190,004                             | $8,922,124                                    |
| 30 de marzo de 2022                                   | Maroon 5                                      | World Tour 2022                                    | —                                             | —                                             |
| 3, 4, 6, 7 de abril de 2022                           | Coldplay                                      | Music of the Spheres World Tour                    | 259,591 / 259,591                             | $19,544,924                                   |
| 29 de abril de 2022                                   | The Killers                                   | Imploding the Mirage Tour                          | 64,511 / 64,511                               | $3,609,174                                    |
| 6, 7 de mayo de 2022                                  | Grupo Firme                                   | Enfiestados y Amanecidos Tour                      | 111,452 / 111,542                             | $4,481,071                                    |
| 19 de mayo de 2022                                    | The Strokes                                   | —                                                  | —                                             | —                                             |
| 25, 26 de mayo de 2022                                | Justin Bieber                                 | Justice World Tour                                 | 112,747 / 112,747                             | $8,081,348                                    |
| 7 de septiembre de 2022                               | Iron Maiden                                   | Legacy of the Beast Tour                           | 62,994 / 62,994                               | $3,819,864                                    |
| 21 de septiembre de 2022                              | Dua Lipa                                      | Future Nostalgia Tour                              | 64,267 / 64,267                               | $4,012,783                                    |
| 1, 2, 4 de octubre de 2022                            | Rammstein                                     | Rammstein Stadium Tour                             | 193,990 / 193,990                             | $12,465,446                                   |
| 12 de noviembre de 2022                               | Maná                                          | México Lindo y Querido Tour                        | —                                             | —                                             |
| 24, 25 de noviembre de 2022                           | Harry Styles                                  | Love on Tour                                       | 117,363 / 117,363                             | $7,563,097                                    |
| 29, 30 de noviembre, 2, 3, 4 de diciembre de 2022     | Daddy Yankee                                  | La Última Vuelta World Tour                        | 322,028 / 322,028                             | $24,382,114                                   |
| 22, 23 de enero de 2023                               | Muse                                          | Will of the People World Tour                      | 107,270 / 107,270                             | $6,764,113                                    |
| 18 de febrero de 2023                                 | Mötley Crüe & Def Leppard                     | The World Tour                                     | 54,901 / 58,486                               | $4,564,598                                    |
| 11 de marzo de 2023                                   | Grupo Firme                                   | Enfiestados y Amanecidos Tour                      | —                                             | —                                             |
| 25 de marzo de 2023                                   | Ricardo Arjona                                | Blanco y Negro Tour                                | 65,000 / 65,000                               | $4,730,395                                    |
| 29 de marzo de 2023                                   | Billie Eilish                                 | Happier Than Ever, The World Tour                  | 51,894 / 51,894                               | $3,889,949                                    |
| 26, 27 de abril de 2023                               | Blackpink                                     | Born Pink World Tour                               | 113,498 / 113,498                             | $19,978,282                                   |
| 12 de mayo de 2023                                    | Molotov                                       | Estalla Molotov                                    | —                                             | —                                             |
| 17 de mayo de 2023                                    | Imagine Dragons                               | Mercury World Tour                                 | —                                             | —                                             |
| 20 de mayo de 2023                                    | Rauw Alejandro                                | Saturno World Tour                                 | —                                             | —                                             |
| 24 de mayo de 2023                                    | Wisin & Yandel                                | La Última Misión World Tour                        | —                                             | —                                             |
| 15,16 de agosto de 2023                               | Lana Del Rey                                  | Did you know that there’s a tour around the world? | 116,723 / 128,422                             | $9,435,825                                    |
| 24, 25, 26, 27 de agosto de 2023                      | Taylor Swift                                  | The Eras Tour                                      | —                                             | —                                             |
| 5 de septiembre de 2023                               | Post Malone                                   | If Y'all Weren't Here, I'd Be Crying Tour          | —                                             | —                                             |
| 21, 23, 25 de septiembre de 2023                      | Depeche Mode                                  | Memento Mori World Tour                            | —                                             | —                                             |
| 29, 30 de septiembre de 2023                          | The Weeknd                                    | After Hours til Dawn Stadium Tour                  | 129,707 / 129,707                             | $11,097,399                                   |
| 6, 7 de octubre de 2023                               | Arctic Monkeys                                | The Car Tour                                       | —                                             | —                                             |
| 11 de noviembre de 2023                               | Peso Pluma                                    | Tour México 2023                                   | 55,925 / 59,343                               | $4,730,395                                    |
| 14, 16 de noviembre de 2023                           | Paul McCartney                                | Got Back Tour                                      | 118,088 / 118,088                             | $16,429,326                                   |
| 23 de noviembre de 2023                               | Junior H                                      | Tour 2023                                          | —                                             | —                                             |
| 30 de noviembre, 1, 2, 3, 16, 17 de diciembre de 2023 | RBD                                           | Soy Rebelde Tour                                   | 347,923 / 347,923                             | $28,474,828                                   |
| 9 de diciembre de 2023                                | Siddhartha                                    | —                                                  | —                                             | —                                             |
| 2, 3 de febrero de 2024                               | Twice                                         | Ready to Be World Tour                             | 114,049 / 114,049                             | $11,152,710                                   |
| 8, 10, 11 de agosto de 2024                           | Bruno Mars                                    | —                                                  | —                                             | —                                             |
| 20, 21 de agosto de 2024                              | Feid                                          | Ferxxocalipsis World Tour                          | —                                             | —                                             |
| 23 de agosto de 2024                                  | Natanael Cano                                 | Tumbado Tour 2024                                  | —                                             | —                                             |
| 31 de agosto de 2024                                  | Caifanes                                      | —                                                  | —                                             | —                                             |
| 20, 22, 27, 29 de septiembre de 2024                  | Metallica                                     | M72 World Tour                                     | —                                             | —                                             |
| 3 de octubre de 2024                                  | Eric Clapton                                  | —                                                  | —                                             | —                                             |
| 5, 6 de octubre de 2024                               | The Killers                                   | Rebel Diamonds Tour                                | —                                             | —                                             |
| 12, 14 de noviembre de 2024                           | Paul McCartney                                | Got Back Tour                                      | —                                             | —                                             |
| 20 de noviembre de 2024                               | Iron Maiden                                   | The Future Past World Tour                         | —                                             | —                                             |
| 30 de noviembre, 1 de diciembre de 2024               | Luis Miguel                                   | Tour 2023-2024                                     | —                                             | —                                             |
| 7 de diciembre de 2024                                | Carín León                                    | Boca Chueca Tour                                   | —                                             | —                                             |
| 13, 14 de diciembre de 2024                           | Morat                                         | Gira Los Estadios                                  | —                                             | —                                             |
| 31 de enero de 2025                                   | Linkin Park                                   | From Zero World Tour                               | —                                             | —                                             |
| 20 de febrero de 2025                                 | Twenty One Pilots                             | The Clancy World Tour                              | —                                             | —                                             |
| 19, 21, 23, 25, 27, 28 y 30 de marzo de 2025          | Shakira                                       | Las Mujeres Ya No Lloran World Tour                | 396,000 / 396,000                             | $46,608,716                                   |
| 2, 3 de abril de 2025                                 | Olivia Rodrigo                                | Guts World Tour                                    | —                                             | —                                             |
| 12, 13 de abril de 2025                               | Stray Kids                                    | Dominate World Tour                                | —                                             | —                                             |
| 26 de abril de 2025                                   | Lady Gaga                                     | Conciertos promocionales de Mayhem                 | —                                             | —                                             |
| 9 de mayo de 2025                                     | SM Town                                       | SM Town Live 2025                                  | —                                             | —                                             |
| 26 de julio de 2025                                   | Fuerza Regida                                 | Esto No Es Un Tour                                 | —                                             | —                                             |
| 23 de agosto de 2025                                  | Ateez                                         | 2025 World Tour: In Your Fantasy                   | —                                             | —                                             |
| 26, 27, 29 y 30 de agosto de 2025                     | Shakira                                       | Las Mujeres Ya No Lloran World Tour                | —                                             | —                                             |
| 5 y 7 de septiembre de 2025                           | Imagine Dragons                               | LOOM World Tour                                    | —                                             | —                                             |
| 12, 13 de septiembre de 2025                          | Oasis                                         | Oasis Live '25                                     | —                                             | —                                             |
| 1, 2 y 5 de diciembre de 2025                         | Dua Lipa                                      | Radical Optimism Tour                              | —                                             | —                                             |
| 10, 11, 12, 15, 16, 19, 20 y 21 de diciembre de 2025  | Bad Bunny                                     | Debí Tirar Más Fotos World Tour                    | —                                             | —                                             |
| Notas 1.                                              |                                               |                                                    |                                               |                                               |

## Béisbol

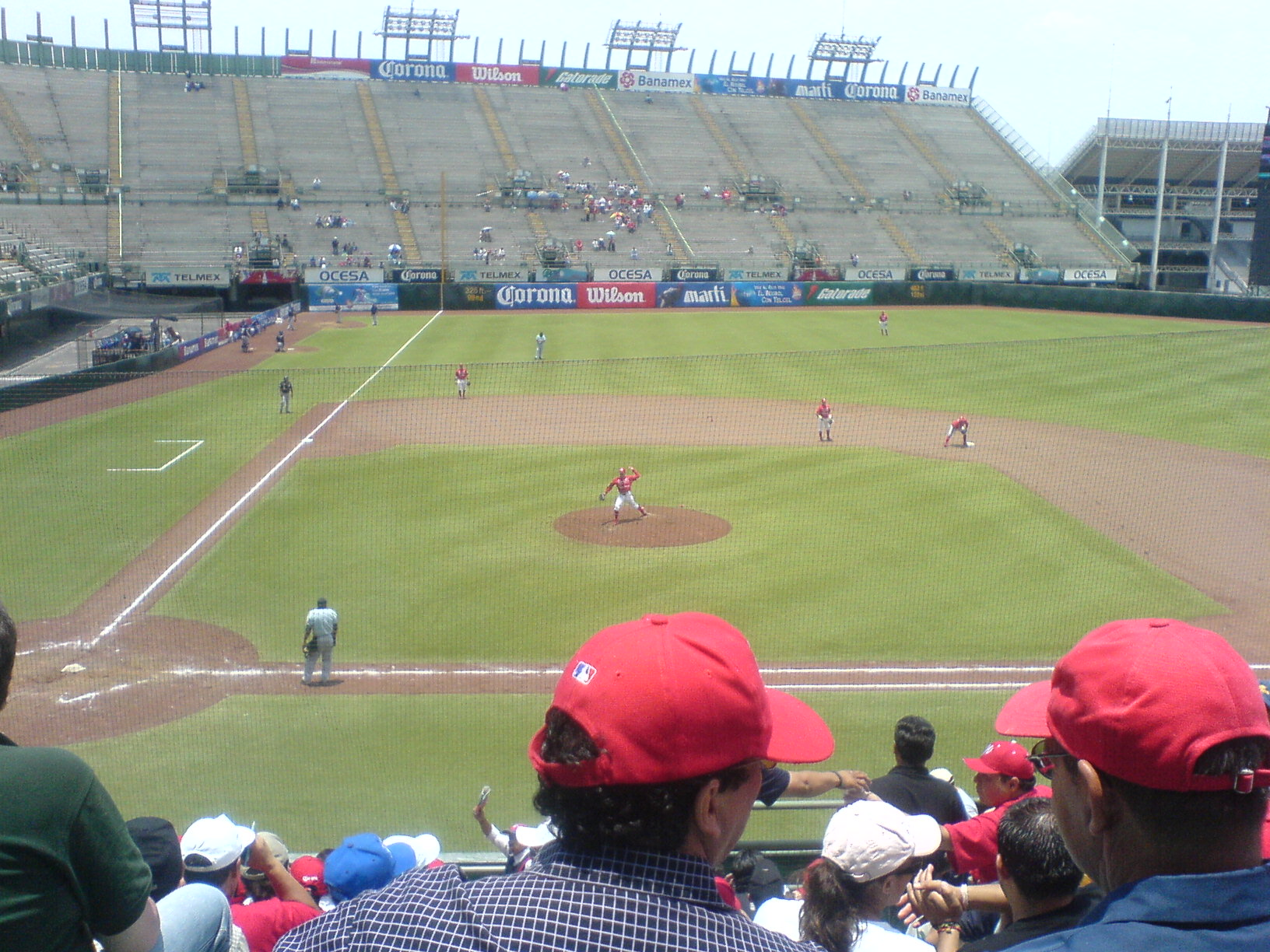
Juego de béisbol entre los Rieleros de Aguascalientes y los Diablos Rojos del México.

Desde el año 2000 fue usado como estadio de béisbol como consecuencia de la compra y demolición del antiguo Parque del Seguro Social (ahora centro comercial Parque Delta) y hasta su última temporada en 2014.
En este ámbito fue inaugurado el 2 de junio con un partido entre los dos equipos locales de ese entonces, los Diablos y los Tigres. Las primeras dos campañas en el foro, los Tigres resultaron campeones, ganando ambas finales al México, dejando la ciudad justamente después de este bicampeonato para mudarse a la ciudad de Puebla. Así, los Diablos Rojos del México quedaron como único equipo local del Foro Sol. El recinto ha sido criticado muchas veces por la afición beisbolera, pues al no ser propiamente un estadio de béisbol, no se tienen todas las comodidades para los aficionados y para los jugadores; sin embargo, el terreno de juego, alumbrado, dogouts y clubhouse son considerados entre los mejores de la liga. Otra de las críticas se debe a que muchas veces los conciertos programados entre marzo y agosto (que es cuando se juega la temporada de béisbol), coinciden con las fechas en las que los Diablos tenían programados partidos como locales; por esta razón, los Diablos han tenido que hacer algunas modificaciones en su calendario de juegos, como reprogramar los partidos, jugar dobles carteleras o jugar en casa del rival como equipo local.
A pesar de las críticas, las Grandes Ligas de Béisbol han llevado juegos de exhibición al estadio. En 2001 se enfrentaron Piratas de Pittsburgh vs. Mantarrayas de Tampa Bay, en 2003 Mets de Nueva York vs. Dodgers de Los Ángeles y en 2004 Marlines de Florida vs. Astros de Houston. Cabe destacar que el último partido de la serie de primavera 2004 fue suspendido después de nueve entradas completas y la pizarra empatada a 2 carreras, lo que provocó el descontento de la gente. La razón que se dio fue que los equipos tenían que tomar su vuelo de regreso a Estados Unidos para continuar su entrenamiento primaveral.
El parque fue sede de los 6 partidos del Grupo B de la primera ronda del Clásico Mundial de Béisbol 2009, en donde se enfrentaron las selecciones de Sudáfrica, Australia, Cuba y del anfitrión México.
Después del anuncio de que la Fórmula 1 regresa a México y el recinto tiene que ser remodelado y no podría albergar más juegos de béisbol, lo que ocasionó determinar que la temporada 2014 fue la última del recinto como parque de béisbol, culminó su historia como tal el 11 de septiembre de 2014, con el juego que le dio el décimo sexto campeonato a los Diablos Rojos del México. Los Diablos Rojos se mudaron al Estadio Fray Nano para la temporada 2015.

## Automovilismo

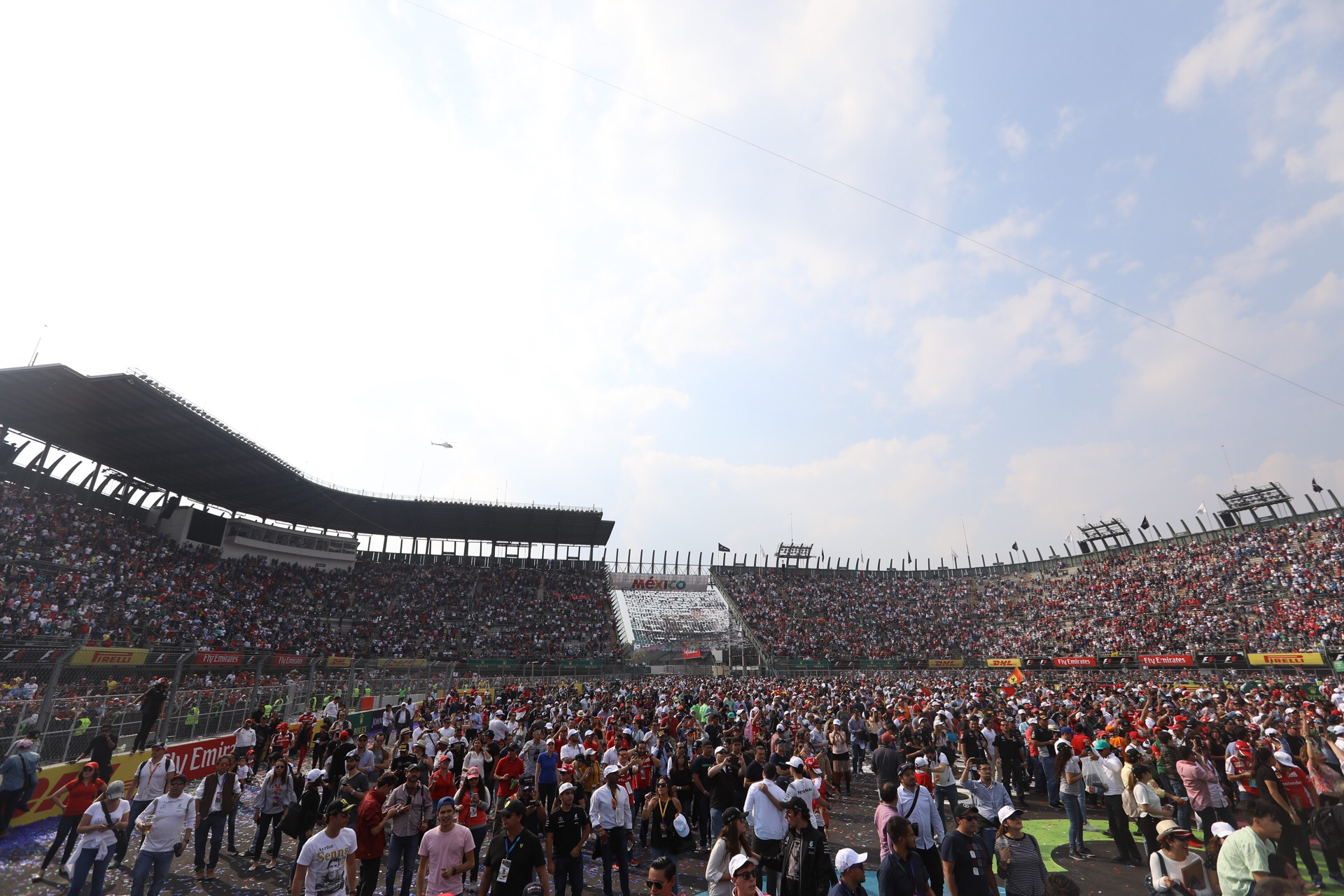
El inmueble durante un Gran Premio de Fórmula 1.

El recinto también ha albergado eventos automovilísticos como la Champ Car. La construcción del estadio facilitó la posibilidad de incluir un trazado que pasara por dentro, en donde los autos dan vuelta a la derecha antes de llegar a la famosa peraltada (la cual en las últimas ediciones la han vuelto a utilizar) e inmediatamente doblan a la izquierda para cortar por la mitad al circuito y salir a la mitad de la curva peraltada. El graderío se abría al público y con ello se aumentaba en 25,000 personas aproximadamente a la capacidad total del Autódromo Hermanos Rodríguez. Dicha variante se usa en el Gran Premio de México de Fórmula 1 y en el Ciudad de México ePrix de Fórmula E.

## Fútbol americano
En la temporada 2006 de la ONEFA, las Águilas Blancas del IPN jugaron la temporada en el recinto, pero para la temporada 2007 compartieron el estadio «Joaquín Amaro» con los Linces de la UVM y con Centinelas CGP, jugando únicamente un partido en dicho espacio: el clásico en contra de los Pumas CU.